# Теорија пертурбација
Теорија пертурбација је једна од приближних метода којом се добија приближно решење задатог проблема. Метода пертурбације користи математичке методе за налажење приближног решења и примењује се код проблема који не могу бити решени егзактно или је то превише компликовано. Теорија пертурбација подразумева да је дејство на систем довољно мало да систем задржи своје главне карактеристике.
Најраније употребе теорије пертурбација биле су решавање математичких проблема унутар небеске механике, као што је Њутново решење за орбиту Месеца, чије је кретање сложено услед збирног гравитационог утицаја Земље и Сунца. У теорији пертурбације су се пре користиле само аналитичке методе, али развојем рачунара данас све већи значај имају и нумеричке методе.

## Метод теорије пертурбације
Методи теорије пертурбација подразумевају решавање поједностављеног проблема, који се бира тако да буде егзактно решив. Затим се посматра како се понаша егзактно решење једноставнијег проблема при малој промени неких параметра. На овакав начин се добија корекција на егзактно решење и тај метод се итеративно понавља.
Одабир приближне методе зависи од проблема који се решава. У квантној механици се теорија пертурбација, конкретно стационарна теорија пертурбација умногоме користи при идентификацији спектара и одређивању енергија система. Анализира се како се мења егзактно пронађена енергија и својствене функције физичког система при малој пертурбацији спољашњих параметара, на пример, додавањем неког малог дејства на систем.